# Археологічний музей Бурси
Археологічний музей Бурси (тур. Bursa Arkeoloji Müzesi) — археологічний музей в місті Бурса в Туреччині. Заснований в 1902 році (або в 1904 році і є одним з перших археологічних музеїв Туреччини. Загальний фонд музею налічує понад 25 000 одиниць зберігання, 2000 з яких представлені в чотирьох залах постійної експозиції — це предмети, знайдені при розкопках в Бурсі та її околицях від періоду середнього міоцену до кінця візантійського періоду, а також інші предмети, які потрапили музейну колекцію шляхом купівлі, дарування, конфіскації і передачі.
Сучасна будівля музею площею 3500 м² розташована в Парку культури Бурси. Вона побудована в 1972 році, в 2010—2013 роках проводилася його реконструкція